# نصوح (اسم)
نصوح هو اسم علم مذكر من أصل عربي، ومعناه هو من ناصح الكثير النصح النقي الخالص الصادق؛ يقال رأي نصوح وتوبة نصوح، قال تعالى: ﴿ يا أيها الذين آمنوا توبوا إلى الله توبةً نصوحًا﴾ [ التوبة من الآية 8] والتوبة النصوح التوبة الخالصة الصادقة.

## شخصيات تحمل الاسم
- نصوح الحموي (1952 – )
- نصوح السلاحي (مؤرخ وكاتب وشاعر ورياضي ومهندس ورسام وجغرافي وصحب اثنين من أهم سلاطين بني عثمان، 1480 – 1564)
- نصوح النكدلي (لاعب كرة قدم سوري، 1993 – )
- نصوح بابيل (1905 – 1986)
- نصوح باشا (القرن 16 – 17 أكتوبر 1614)
- نصوح باشا العظم
- نصوح بن جهجاه بن مصطفى الحرفوشي

## وصلات خارجية
- موسوعة السلطان قابوس لأسماء العرب